# Trémorel
Trémorel (en bretó Tremorae, gal·ló Termorae) és un municipi francès, situat a la regió de Bretanya, al departament de Costes del Nord. L'any 2006 tenia 1.033 habitants.

## Demografia
| 1962                                       | 1968  | 1975  | 1982 | 1990 | 1999 |
| ------------------------------------------ | ----- | ----- | ---- | ---- | ---- |
| 1.169                                      | 1.202 | 1.123 | 971  | 954  | 915  |
| Des de 1962: població sense dobles comptes |       |       |      |      |      |

## Administració
| Període | Identitat     | Partit |
| ------- | ------------- | ------ |
| 2001-   | Jeanne Horpin |        |